# En caso de emergencia
La frase en caso de emergencia es una traducción del original en inglés In Case of Emergency, cuyas iniciales ICE dan nombre a un programa propuesto por el paramédico Bob Brotchie, en mayo de 2005. Bob Brotchie propuso que en la agenda de contactos de los teléfonos móviles se incluyan las siglas ICE1, ICE2, ICE3... delante del nombre de las personas con las que deseamos que contacten en caso de emergencia. También se sugiere  que cuando se viaje por el extranjero en los números seleccionados como ICE se incorpore el código internacional del país de procedencia.
Esta simple y fácil norma podría ser una buena ayuda en caso de necesidad. Está siendo adoptada en varios países del mundo, ya que podría ser de utilidad para los servicios que atienden emergencias (policía, bomberos, servicios sanitarios, protección civil o Cruz Roja, entre otros) en caso de que tuviesen que contactar con familiares de las personas accidentadas. 
Bob Brotchie trabajaba en el servicio de ambulancias de la Región del Este de Inglaterra en el Reino Unido. La idea se materializó a raíz de los atentados en el Metro de Londres de 7 de julio de 2005, cuando fue necesario contactar con los familiares de las víctimas y heridos del trágico atentado.
En España, la Cruz Roja y el el Ministerio del Interior han propuesto en julio del 2009 utilizar Aa (Avisar a) seguido del nombre de la persona a la que se quiere que avisen.